# Одинцов, Владимир Григорьевич
Владимир Григорьевич Одинцов (5 июля 1902, Брасово, Орловская губерния — 28 мая 1957, Москва) — советский художник, график, педагог. Заслуженный деятель искусств РСФСР. Профессор живописи. Член Московского Союза Советских художников (МССХ).

## Биография

### Детство и юность
Владимир Одинцов родился в селе Брасово в семье железнодорожника. Первое художественное обучение получил в городе Новосиль, у местного живописца В. Н. Глаголева — друга и ученика И. И Шишкина.
В 1922 году приехал в Москву. С 1922 по 1925 год проходил художественное обучение в Московском кустарно-промышленном техникуме. Большое влияние на становление Одинцова как художника в эти годы оказали ученичество и общение с Ап. Васнецовым, а также ежедневное посещение студии К. Ф. Юона. В 1926 году Одинцов поступил на монументальное отделение ВХУТЕМАС, которое с успехом закончил в 1930 году под руководством С. Герасимова. Одинцов занимается в кружке А. Н. Туполева, изучая основы конструирования. Он был одним из студентов-новаторов ВХУТЕМАС, которые связывали изобразительное искусство с дизайном.

### Послевоенный период
В послевоенные 1945-49 годы Одинцов создает свои наиболее значимые работы. Работа «За Сталинград» (1943—1945, Гос. Музей изобразительных искусств Латвии, Рига. Второй вариант 1948, ГТГ) была названа критиками «ценным вкладом в советское изобразительное искусство», по словам известного искусствоведа советского периода Н. Машковцева, «не так много создано на темы войны картин такой силы, как это удалось Одинцову»
Этюды к работе «Комсомольский баркас» писались художником на Каспии. Увидели свет два варианта картины: первый — 1940—1946 годов (Астраханская картинная галерея им. Кустодиева); второй вариант — 1957 года (Дирекция выставок и панорам Министерства культуры СССР). Одинцов показывает «отважную молодёжь, придав полотну большое эмоциональное звучание». Репродукция картины используется в учебнике для средних художественных училищ РСФСР как пример классической многофигурной композиции.
В 1947 году состоялась большая совместная выставка В. Одинцова и Ю. Пименова. Выставка проходила в течение года в Москве, Ленинграде, Риге. Как писали журналы «выставка вызвала к себе живейший интерес со стороны зрителей и всей нашей художественной общественности». В выставленных работах оба художника сосредоточили своё внимание на разработке темы рядового человека и советского бытового жанра.
Работа «Киров в Астрахани в 1919 г.» (1938—1949, ГРМ) была начата художником в 1940 и была закончена к Всесоюзной художественной выставке 1949 года. По мнению критиков, работа является одной из самых значительных и масштабных произведений художника на историческую тему.
В 1948 году состоялась совместная выставка пяти художников — вместе с Одинцовым на ней были представлены Муравов А. В, Савицкий Г. К, Соколов-Скаль П. П и Яковлев Б. Н. Там Одинцов экспонировал свои последние работы: «Берёзовая роща» (1948), «Весенняя зелень» (1946), «Вечером» (1947), «Сазаны» (1947), «С московского огорода» (1945), «Утро» (1946) и др. Его пейзажи «очаровывают какой то своеобразной, только ему присущей, бодрой красочностью, умением подчеркнуть живописные стороны изображаемой природы».
В 1951 году, издательством «Советский художник» была выпущена серия открыток «В Кремле» с иллюстрациями картин написанных художником — «Кремль. Боровицкая башня» (1950), «Кремлёвские куранты»(1950) и др. В 1953 году МОСХ проводит выставку этюдов Одинцова В. Г. к его исторической картине «Киров в Астрахани.1919 год.» (ГРМ 1940—1953). По итогам выставки в программе «Живописного вторника» обсуждался творческий метод художника. В собрании участвовало более 100 художников и критиков под председательством А. Бубнова, в стенограмме сохранились выступления Соколова-Скаля, Ряжского, Серова, Шмаринова и 13 других художников.
В 1954 году 40-летию Октября у Одинцова возникает идея рассказать о новых людях сельскохозяйственной Кубани в многофигурном тематическом полотне «Утро в кубанском колхозе» (картина осталась незавершенной). Готовясь к работе, Одинцов ездит по колхозам Кубани, Костромской и Ярославской областей.
Одинцов скончался 28 мая 1957 года. Похоронен на Донском кладбище (4 уч.).
Произведения Владимира Одинцова находятся в Государственном Русском музее, Государственной Третьяковской галерее, во многих музеях РФ и бывших союзных республик.

## Личная жизнь
Был женат на Абрамовой Зое Михайловне, сестре Николая Михайловича Абрамова, директора завода по производству и ремонту сельскохозяйственной техники, заведующей библиотекой на Кузнецком мосту.
Сын — Одинцов Владимир Владимирович (1930—1982). Живописец, пейзажист. Внук — Одинцов Андрей Владимирович (1963 г.р.) — дизайнер график, занимается современным искусством.

## Общественная деятельность
В. Г. Одинцов совмещал творческую работу с активной педагогической и общественной деятельностью, участвуя с 1932 года в выборных органах московских художественных организаций: с 1932 г.первый председатель живописной секции МОССХ , член правления МТХ, член правления МХФ, Всекохудожник. В последние годы жизни В. Г. Одинцов совмещает творческую работу с активной педагогической деятельностью, а также продолжает заниматься общественной деятельностью. С 1953 года он занимал должность заместителя председателя Московского союза художников (МОСХ), был членом многочисленных художественных жюри и советов. С 1950 по 1952 год он преподавал в качестве профессора живописи в Московском институте прикладного и декоративного искусства, а с 1952 по 1957 год — в Московском Педагогическом институте им. Потемкина, где с 1953 года был заведующим кафедрой живописи.
В эти годы им был написан теоретический труд «О композиции на всех этапах работы художника над картиной», где автор на примерах прослеживает различные пути создания картины, стремясь раскрыть общие закономерности композиции.
Среди известных учеников Одинцова — художник Кабанов В. П., работы которого находятся во многих региональных музеях.

## Посмертные выставки
- 1959 Выставка произведений профессора живописи В. Г. Одинцова, организаторы — московское отделение Союза художников РСФСР[14].
- 1959 Выставка произведений Одинцова В. Г. и И. А. Менделевича[15], организаторы — МОСХ
- 1987 Выставка произведений Одинцова В. Г. и Одинцова В. В.[16], организаторы — МОСХ